# Грядки (Лебединський район)
Грядки — колишнє село, входило до складу Великовисторопської сільської ради, Лебединський район, Сумська область.
18 січня 1988 року село зняте з обліку.

## Географічне розташування
Село знаходиться між річками Легань і Псел, до Грядок примикає великий сосновий масив, за 1 км знаходилося зняте 1988 року з обліку с. Молочне.